# 1753
Portal Geschichte | Portal Biografien | Aktuelle Ereignisse | Jahreskalender | Tagesartikel

◄ |
17. Jahrhundert |
18. Jahrhundert
| 19. Jahrhundert | ►

◄ |
1720er |
1730er |
1740er |
1750er
| 1760er | 1770er | 1780er | ►

◄◄ |
◄ |
1749 |
1750 |
1751 |
1752 |
1753
| 1754 | 1755 | 1756 | 1757 | ► | ►►
Staatsoberhäupter  · Nekrolog  · Literaturjahr · Musikjahr
| Januar | Januar | Januar | Januar | Januar | Januar | Januar | Januar |
| Kw     | Mo     | Di     | Mi     | Do     | Fr     | Sa     | So     |
| ------ | ------ | ------ | ------ | ------ | ------ | ------ | ------ |
| 1      | 1      | 2      | 3      | 4      | 5      | 6      | 7      |
| 2      | 8      | 9      | 10     | 11     | 12     | 13     | 14     |
| 3      | 15     | 16     | 17     | 18     | 19     | 20     | 21     |
| 4      | 22     | 23     | 24     | 25     | 26     | 27     | 28     |
| 5      | 29     | 30     | 31     |        |        |        |        |

| Februar | Februar | Februar | Februar | Februar | Februar | Februar | Februar |
| Kw      | Mo      | Di      | Mi      | Do      | Fr      | Sa      | So      |
| ------- | ------- | ------- | ------- | ------- | ------- | ------- | ------- |
| 5       |         |         |         | 1       | 2       | 3       | 4       |
| 6       | 5       | 6       | 7       | 8       | 9       | 10      | 11      |
| 7       | 12      | 13      | 14      | 15      | 16      | 17      | 18      |
| 8       | 19      | 20      | 21      | 22      | 23      | 24      | 25      |
| 9       | 26      | 27      | 28      |         |         |         |         |

| März | März | März | März | März | März | März | März |
| Kw   | Mo   | Di   | Mi   | Do   | Fr   | Sa   | So   |
| ---- | ---- | ---- | ---- | ---- | ---- | ---- | ---- |
| 9    |      |      |      | 1    | 2    | 3    | 4    |
| 10   | 5    | 6    | 7    | 8    | 9    | 10   | 11   |
| 11   | 12   | 13   | 14   | 15   | 16   | 17   | 18   |
| 12   | 19   | 20   | 21   | 22   | 23   | 24   | 25   |
| 13   | 26   | 27   | 28   | 29   | 30   | 31   |      |

| April | April | April | April | April | April | April | April |
| Kw    | Mo    | Di    | Mi    | Do    | Fr    | Sa    | So    |
| ----- | ----- | ----- | ----- | ----- | ----- | ----- | ----- |
| 13    |       |       |       |       |       |       | 1     |
| 14    | 2     | 3     | 4     | 5     | 6     | 7     | 8     |
| 15    | 9     | 10    | 11    | 12    | 13    | 14    | 15    |
| 16    | 16    | 17    | 18    | 19    | 20    | 21    | 22    |
| 17    | 23    | 24    | 25    | 26    | 27    | 28    | 29    |
| 18    | 30    |       |       |       |       |       |       |

| Mai | Mai | Mai | Mai | Mai | Mai | Mai | Mai |
| Kw  | Mo  | Di  | Mi  | Do  | Fr  | Sa  | So  |
| --- | --- | --- | --- | --- | --- | --- | --- |
| 18  |     | 1   | 2   | 3   | 4   | 5   | 6   |
| 19  | 7   | 8   | 9   | 10  | 11  | 12  | 13  |
| 20  | 14  | 15  | 16  | 17  | 18  | 19  | 20  |
| 21  | 21  | 22  | 23  | 24  | 25  | 26  | 27  |
| 22  | 28  | 29  | 30  | 31  |     |     |     |

| Juni | Juni | Juni | Juni | Juni | Juni | Juni | Juni |
| Kw   | Mo   | Di   | Mi   | Do   | Fr   | Sa   | So   |
| ---- | ---- | ---- | ---- | ---- | ---- | ---- | ---- |
| 22   |      |      |      |      | 1    | 2    | 3    |
| 23   | 4    | 5    | 6    | 7    | 8    | 9    | 10   |
| 24   | 11   | 12   | 13   | 14   | 15   | 16   | 17   |
| 25   | 18   | 19   | 20   | 21   | 22   | 23   | 24   |
| 26   | 25   | 26   | 27   | 28   | 29   | 30   |      |

| Juli | Juli | Juli | Juli | Juli | Juli | Juli | Juli |
| Kw   | Mo   | Di   | Mi   | Do   | Fr   | Sa   | So   |
| ---- | ---- | ---- | ---- | ---- | ---- | ---- | ---- |
| 26   |      |      |      |      |      |      | 1    |
| 27   | 2    | 3    | 4    | 5    | 6    | 7    | 8    |
| 28   | 9    | 10   | 11   | 12   | 13   | 14   | 15   |
| 29   | 16   | 17   | 18   | 19   | 20   | 21   | 22   |
| 30   | 23   | 24   | 25   | 26   | 27   | 28   | 29   |
| 31   | 30   | 31   |      |      |      |      |      |

| August | August | August | August | August | August | August | August |
| Kw     | Mo     | Di     | Mi     | Do     | Fr     | Sa     | So     |
| ------ | ------ | ------ | ------ | ------ | ------ | ------ | ------ |
| 31     |        |        | 1      | 2      | 3      | 4      | 5      |
| 32     | 6      | 7      | 8      | 9      | 10     | 11     | 12     |
| 33     | 13     | 14     | 15     | 16     | 17     | 18     | 19     |
| 34     | 20     | 21     | 22     | 23     | 24     | 25     | 26     |
| 35     | 27     | 28     | 29     | 30     | 31     |        |        |

| September | September | September | September | September | September | September | September |
| Kw        | Mo        | Di        | Mi        | Do        | Fr        | Sa        | So        |
| --------- | --------- | --------- | --------- | --------- | --------- | --------- | --------- |
| 35        |           |           |           |           |           | 1         | 2         |
| 36        | 3         | 4         | 5         | 6         | 7         | 8         | 9         |
| 37        | 10        | 11        | 12        | 13        | 14        | 15        | 16        |
| 38        | 17        | 18        | 19        | 20        | 21        | 22        | 23        |
| 39        | 24        | 25        | 26        | 27        | 28        | 29        | 30        |

| Oktober | Oktober | Oktober | Oktober | Oktober | Oktober | Oktober | Oktober |
| Kw      | Mo      | Di      | Mi      | Do      | Fr      | Sa      | So      |
| ------- | ------- | ------- | ------- | ------- | ------- | ------- | ------- |
| 40      | 1       | 2       | 3       | 4       | 5       | 6       | 7       |
| 41      | 8       | 9       | 10      | 11      | 12      | 13      | 14      |
| 42      | 15      | 16      | 17      | 18      | 19      | 20      | 21      |
| 43      | 22      | 23      | 24      | 25      | 26      | 27      | 28      |
| 44      | 29      | 30      | 31      |         |         |         |         |

| November | November | November | November | November | November | November | November |
| Kw       | Mo       | Di       | Mi       | Do       | Fr       | Sa       | So       |
| -------- | -------- | -------- | -------- | -------- | -------- | -------- | -------- |
| 44       |          |          |          | 1        | 2        | 3        | 4        |
| 45       | 5        | 6        | 7        | 8        | 9        | 10       | 11       |
| 46       | 12       | 13       | 14       | 15       | 16       | 17       | 18       |
| 47       | 19       | 20       | 21       | 22       | 23       | 24       | 25       |
| 48       | 26       | 27       | 28       | 29       | 30       |          |          |

| Dezember | Dezember | Dezember | Dezember | Dezember | Dezember | Dezember | Dezember |
| Kw       | Mo       | Di       | Mi       | Do       | Fr       | Sa       | So       |
| -------- | -------- | -------- | -------- | -------- | -------- | -------- | -------- |
| 48       |          |          |          |          |          | 1        | 2        |
| 49       | 3        | 4        | 5        | 6        | 7        | 8        | 9        |
| 50       | 10       | 11       | 12       | 13       | 14       | 15       | 16       |
| 51       | 17       | 18       | 19       | 20       | 21       | 22       | 23       |
| 52       | 24       | 25       | 26       | 27       | 28       | 29       | 30       |
| 1        | 31       |          |          |          |          |          |          |

| Januar | Januar | Januar | Januar | Januar | Januar | Januar | Januar |
| Kw     | Mo     | Di     | Mi     | Do     | Fr     | Sa     | So     |
| ------ | ------ | ------ | ------ | ------ | ------ | ------ | ------ |
| 1      | 1      | 2      | 3      | 4      | 5      | 6      | 7      |
| 2      | 8      | 9      | 10     | 11     | 12     | 13     | 14     |
| 3      | 15     | 16     | 17     | 18     | 19     | 20     | 21     |
| 4      | 22     | 23     | 24     | 25     | 26     | 27     | 28     |
| 5      | 29     | 30     | 31     |        |        |        |        |

| Februar | Februar | Februar | Februar | Februar | Februar | Februar | Februar |
| Kw      | Mo      | Di      | Mi      | Do      | Fr      | Sa      | So      |
| ------- | ------- | ------- | ------- | ------- | ------- | ------- | ------- |
| 5       |         |         |         | 1       | 2       | 3       | 4       |
| 6       | 5       | 6       | 7       | 8       | 9       | 10      | 11      |
| 7       | 12      | 13      | 14      | 15      | 16      | 17      | 18      |
| 8       | 19      | 20      | 21      | 22      | 23      | 24      | 25      |
| 9       | 26      | 27      | 28      |         |         |         |         |

| März | März | März | März | März | März | März | März |
| Kw   | Mo   | Di   | Mi   | Do   | Fr   | Sa   | So   |
| ---- | ---- | ---- | ---- | ---- | ---- | ---- | ---- |
| 9    |      |      |      | 1    | 2    | 3    | 4    |
| 10   | 5    | 6    | 7    | 8    | 9    | 10   | 11   |
| 11   | 12   | 13   | 14   | 15   | 16   | 17   | 18   |
| 12   | 19   | 20   | 21   | 22   | 23   | 24   | 25   |
| 13   | 26   | 27   | 28   | 29   | 30   | 31   |      |

| April | April | April | April | April | April | April | April |
| Kw    | Mo    | Di    | Mi    | Do    | Fr    | Sa    | So    |
| ----- | ----- | ----- | ----- | ----- | ----- | ----- | ----- |
| 13    |       |       |       |       |       |       | 1     |
| 14    | 2     | 3     | 4     | 5     | 6     | 7     | 8     |
| 15    | 9     | 10    | 11    | 12    | 13    | 14    | 15    |
| 16    | 16    | 17    | 18    | 19    | 20    | 21    | 22    |
| 17    | 23    | 24    | 25    | 26    | 27    | 28    | 29    |
| 18    | 30    |       |       |       |       |       |       |

| Mai | Mai | Mai | Mai | Mai | Mai | Mai | Mai |
| Kw  | Mo  | Di  | Mi  | Do  | Fr  | Sa  | So  |
| --- | --- | --- | --- | --- | --- | --- | --- |
| 18  |     | 1   | 2   | 3   | 4   | 5   | 6   |
| 19  | 7   | 8   | 9   | 10  | 11  | 12  | 13  |
| 20  | 14  | 15  | 16  | 17  | 18  | 19  | 20  |
| 21  | 21  | 22  | 23  | 24  | 25  | 26  | 27  |
| 22  | 28  | 29  | 30  | 31  |     |     |     |

| Juni | Juni | Juni | Juni | Juni | Juni | Juni | Juni |
| Kw   | Mo   | Di   | Mi   | Do   | Fr   | Sa   | So   |
| ---- | ---- | ---- | ---- | ---- | ---- | ---- | ---- |
| 22   |      |      |      |      | 1    | 2    | 3    |
| 23   | 4    | 5    | 6    | 7    | 8    | 9    | 10   |
| 24   | 11   | 12   | 13   | 14   | 15   | 16   | 17   |
| 25   | 18   | 19   | 20   | 21   | 22   | 23   | 24   |
| 26   | 25   | 26   | 27   | 28   | 29   | 30   |      |

| Juli | Juli | Juli | Juli | Juli | Juli | Juli | Juli |
| Kw   | Mo   | Di   | Mi   | Do   | Fr   | Sa   | So   |
| ---- | ---- | ---- | ---- | ---- | ---- | ---- | ---- |
| 26   |      |      |      |      |      |      | 1    |
| 27   | 2    | 3    | 4    | 5    | 6    | 7    | 8    |
| 28   | 9    | 10   | 11   | 12   | 13   | 14   | 15   |
| 29   | 16   | 17   | 18   | 19   | 20   | 21   | 22   |
| 30   | 23   | 24   | 25   | 26   | 27   | 28   | 29   |
| 31   | 30   | 31   |      |      |      |      |      |

| August | August | August | August | August | August | August | August |
| Kw     | Mo     | Di     | Mi     | Do     | Fr     | Sa     | So     |
| ------ | ------ | ------ | ------ | ------ | ------ | ------ | ------ |
| 31     |        |        | 1      | 2      | 3      | 4      | 5      |
| 32     | 6      | 7      | 8      | 9      | 10     | 11     | 12     |
| 33     | 13     | 14     | 15     | 16     | 17     | 18     | 19     |
| 34     | 20     | 21     | 22     | 23     | 24     | 25     | 26     |
| 35     | 27     | 28     | 29     | 30     | 31     |        |        |

| September | September | September | September | September | September | September | September |
| Kw        | Mo        | Di        | Mi        | Do        | Fr        | Sa        | So        |
| --------- | --------- | --------- | --------- | --------- | --------- | --------- | --------- |
| 35        |           |           |           |           |           | 1         | 2         |
| 36        | 3         | 4         | 5         | 6         | 7         | 8         | 9         |
| 37        | 10        | 11        | 12        | 13        | 14        | 15        | 16        |
| 38        | 17        | 18        | 19        | 20        | 21        | 22        | 23        |
| 39        | 24        | 25        | 26        | 27        | 28        | 29        | 30        |

| Oktober | Oktober | Oktober | Oktober | Oktober | Oktober | Oktober | Oktober |
| Kw      | Mo      | Di      | Mi      | Do      | Fr      | Sa      | So      |
| ------- | ------- | ------- | ------- | ------- | ------- | ------- | ------- |
| 40      | 1       | 2       | 3       | 4       | 5       | 6       | 7       |
| 41      | 8       | 9       | 10      | 11      | 12      | 13      | 14      |
| 42      | 15      | 16      | 17      | 18      | 19      | 20      | 21      |
| 43      | 22      | 23      | 24      | 25      | 26      | 27      | 28      |
| 44      | 29      | 30      | 31      |         |         |         |         |

| November | November | November | November | November | November | November | November |
| Kw       | Mo       | Di       | Mi       | Do       | Fr       | Sa       | So       |
| -------- | -------- | -------- | -------- | -------- | -------- | -------- | -------- |
| 44       |          |          |          | 1        | 2        | 3        | 4        |
| 45       | 5        | 6        | 7        | 8        | 9        | 10       | 11       |
| 46       | 12       | 13       | 14       | 15       | 16       | 17       | 18       |
| 47       | 19       | 20       | 21       | 22       | 23       | 24       | 25       |
| 48       | 26       | 27       | 28       | 29       | 30       |          |          |

| Dezember | Dezember | Dezember | Dezember | Dezember | Dezember | Dezember | Dezember |
| Kw       | Mo       | Di       | Mi       | Do       | Fr       | Sa       | So       |
| -------- | -------- | -------- | -------- | -------- | -------- | -------- | -------- |
| 48       |          |          |          |          |          | 1        | 2        |
| 49       | 3        | 4        | 5        | 6        | 7        | 8        | 9        |
| 50       | 10       | 11       | 12       | 13       | 14       | 15       | 16       |
| 51       | 17       | 18       | 19       | 20       | 21       | 22       | 23       |
| 52       | 24       | 25       | 26       | 27       | 28       | 29       | 30       |
| 1        | 31       |          |          |          |          |          |          |

1753 hält das im Frieden von Aachen 1748 erreichte Gleichgewicht der Großmächte Europas zwar weiter an, es gibt jedoch erste Anzeichen für die bald folgende Umkehrung der Allianzen, ein Zusammengehen Frankreichs und Österreichs auf der einen und Großbritanniens und Preußens auf der anderen. In Indien gibt es im andauernden Zweiten Karnatischen Krieg bereits kriegerische Auseinandersetzungen zwischen Frankreich und Großbritannien, und die Kolonien in Amerika stehen kurz vor dem Ausbruch des Franzosen- und Indianerkriegs.

## Ereignisse

### Politik und Weltgeschehen

#### Europa
- Obwohl das Braunschweiger Schloss noch nicht fertiggestellt ist, wird die Residenz des Fürstentums Braunschweig-Wolfenbüttel durch Herzog Karl I. von Wolfenbüttel nach Braunschweig verlegt.

#### Asien
- Das Khanat Karabach erobert das Khanat Ardabil, das damit nach nur sechs Jahren wieder zu existieren aufhört.

#### Amerikanische Kolonien

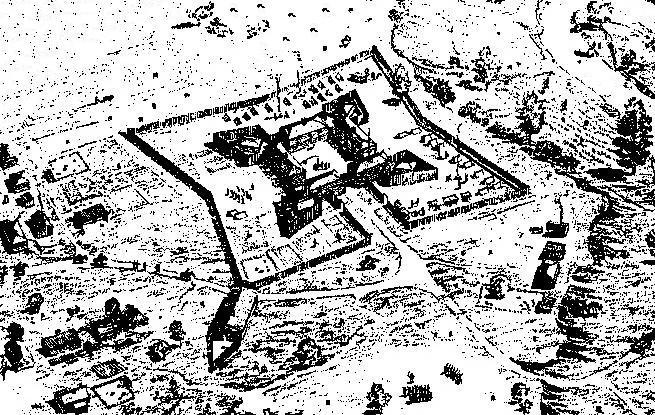
Fort Le Boeuf, 1754

- 11. Juli: In Neufrankreich südlich des Eriesees beginnt der Bau von Fort Le Boeuf. Am 3. Dezember übernimmt Jacques Legardeur de Saint-Pierre das Kommando über die erste Besatzung. Der englische Handelsposten bei Venango an der Mündung des French Creek wird eingenommen und besetzt. Über den Winter hinterlässt das französische Kommando eine Wachbesatzung auf dem neuen Posten und zieht sich nach Kanada zurück. Robert Dinwiddie, der Gouverneur von Virginia, reagiert auf dieses Vordringen mit der Forderung an die Franzosen, das Ohio-Gebiet zu verlassen. Mit einer Eskorte von sieben Mann schickt er den 21 Jahre jungen George Washington nach Fort Le Boeuf, der dort am 11. Dezember ankommt. Die Begegnung zwischen Legardeur und Washington ist höflich, endet jedoch ohne Ergebnis.

### Wirtschaft
- 20. September: Die Bayrisch-österreichische Münzkonvention wird geschlossen. Mit diesem Münzvertrag zur Harmonisierung ihrer Währungen vereinbaren das Kurfürstentum Bayern und Österreich den Konventionstaler zu prägen, von dem 10 Stück aus der Kölner Mark geprägt werden. Der Konventionstaler war damit ein schwererer und wertvollerer Taler, als die Taler nach dem Leipziger Fuß und andere Taler. Weiters wird die Unterteilung des Talers in Kreuzer festgelegt.

### Wissenschaft und Technik
- 11. Januar: Der verstorbene Wissenschaftler Sir Hans Sloane vermacht in seinem Testament seine Sammlung dem britischen Staat. Das British Museum verfügt damit über seinen Grundstock. Gleichzeitig wird auch die British Museum Library gegründet.
- Das Werk Species Plantarum von Carl von Linné wird zur Grundlage der botanischen Nomenklatur. In zwei Bänden, an denen er fast zwanzig Jahre gearbeitet hat, beschreibt der schwedische Botaniker darin alle bekannten Pflanzenarten und gibt erstmals für jede Art einen zweiteiligen Namen an.
- Denis Diderot veröffentlicht das naturwissenschaftlich-philosophische Werk De l’interprétation de la nature (Zur Interpretation der Natur), in dem er sich mit den wissenschaftsmethodologischen und philosophischen Problemen seiner Zeit auseinandersetzt.
- Die schwedische Königin Luise Ulrike von Preußen gründet die Kongliga Svenska Vitterhets-academien als Alternative zur 1739 gegründeten Königlich Schwedischen Akademie der Wissenschaften.

### Kultur

#### Ausbildung
- In Valencia wird die Academia de Bellas Artes de Santa Bárbara gegründet.

#### Bildende Kunst

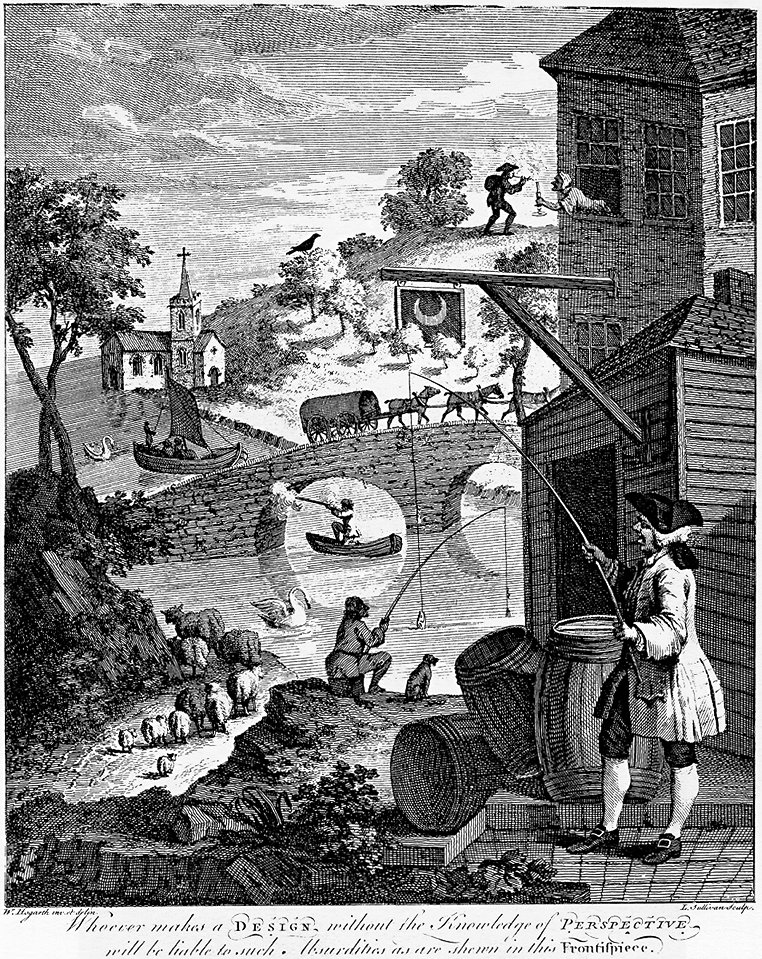
Absurd Perspectives

- William Hogarth veröffentlicht die dem Rokoko verbundene kunsttheoretische Schrift The Analysis of Beauty. Im gleichen Jahr veröffentlicht er eines seiner bekanntesten Bilder, den Stich Absurd Perspectives.
- Giovanni Battista Tiepolo vollendet nach rund einjähriger Arbeit das Deckenfresko im Treppenhaus der Würzburger Residenz, das größte zusammenhängende Deckenfresko der Welt.

#### Musik und Theater
- 8. Januar: Die Uraufführung der Oper Attilio Regolo von Niccolò Jommelli auf das Libretto von Pietro Metastasio findet am Teatro delle Dame in Rom statt.
- 5. Februar: Die Barockoper Solimano von Johann Adolph Hasse nach einem Libretto von Giovanni Ambrogio Migliavacca wird in einer prächtigen und viel beachteten Aufführung am Hoftheater in Dresden uraufgeführt. Die Titelrolle singt Angelo Amorevoli, zwei weitere Hauptrollen sind mit Teresa Albuzzi-Todeschini und Giuseppe Belli besetzt. Für Bühnenbild und Ausstattung zeichnet der berühmte Giuseppe Galli da Bibiena verantwortlich. Noch bis zur zwölften Vorstellung ist die Oper ausverkauft. Migliavacca verfasst später noch eine weitere Fassung des Solimano-Librettos.

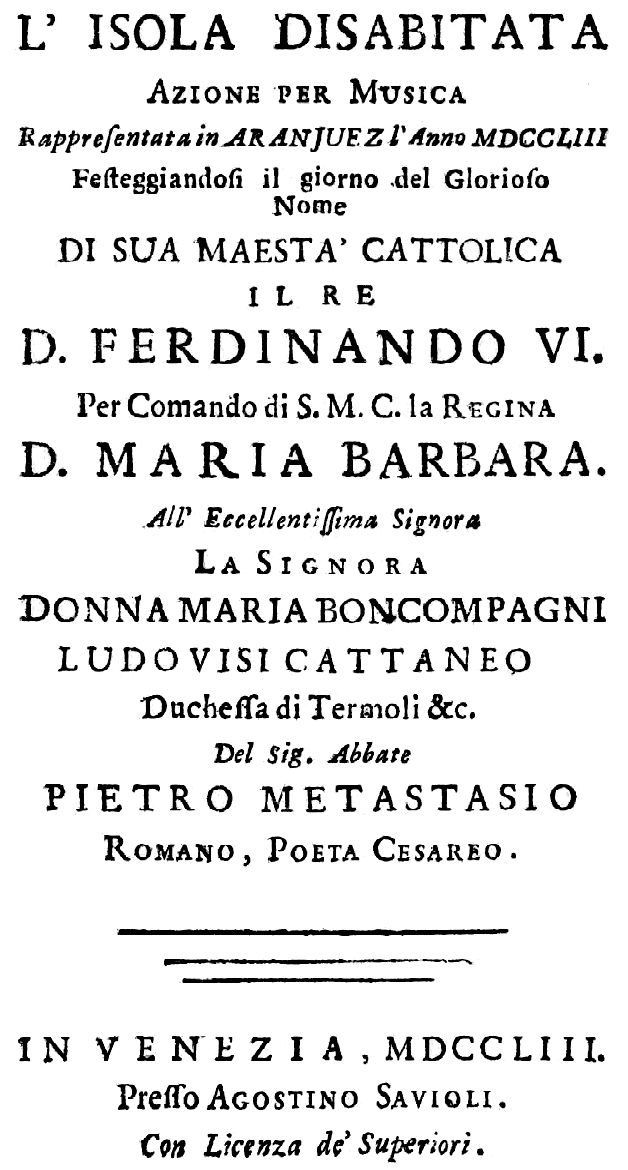
Titelseite des Librettos

- 31. Mai: Das Libretto L’isola disabitata von Pietro Metastasio wird in der Vertonung von Giuseppe Bonno anlässlich des Namenstages von König Ferdinand VI. von Spanien in Aranjuez erstmals aufgeführt. Die Idee zu dem Werk stammt von dem mit Metastasio befreundeten Sänger Farinelli. Metastasio sieht es als eines seiner gelungensten Werke an.
- 19. November: Die Uraufführung der Oper La Fête de Cythère von Michel Blavet erfolgt im Château de Berny.
- Das Theaterstück La locandiera von Carlo Goldoni, nach der Hauptfigur auch als Mirandolina bekannt, wird in Venedig uraufgeführt. Es gilt als eines der Meisterwerke Goldonis und wird in den nächsten Jahrhunderten mehrfach vertont und verfilmt.
- Der erste Teil von Carl Philipp Emanuel Bachs musikalischem Lehrwerk Versuch über die wahre Art das Clavier zu spielen erscheint.
- Friedrich Wilhelm Marpurg veröffentlicht den ersten Teil seines musiktheoretischen Lehrbuchs Abhandlung von der Fuge.

### Gesellschaft
- 1. März: Schweden übernimmt den Gregorianischen Kalender, der vorige Tag war der 17. Februarjul..

### Religion

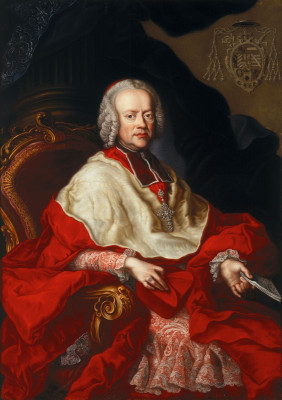
Sigismund Christoph von Schrattenbach

Sigismund III. Christoph von Schrattenbach wird als Nachfolger des am 5. Jänner verstorbenen Andreas Jakob von Dietrichstein zum Fürsterzbischof von Salzburg gewählt. Die Entscheidung fällt erst am 13. Wahltag im 50. Wahlgang gegen Joseph Maria von Thun und Hohenstein, den Bischof von Gurk. Am 7. Mai zieht der neue Erzbischof in die Stadt Salzburg ein, wo er am 16. Dezember die Bischofsweihe erhält.
- 23. Juni: Mikael Bedros III. Kasbarian wird zum dritten armenisch-katholische Patriarch von Kilikien gewählt. Er folgt dem verstorbenen Hagop Bedros II. Hovsepian nach.
- 7. November: Louis-Joseph de Montmorency-Laval wird Bischof von Orléans.

### Katastrophen
- 1. Mai: Die Stadt Suhl in der Grafschaft Henneberg in Kursachsen brennt fast vollständig nieder. Lediglich das Gebäudeensemble um das untere Malzhaus, die Kreuzkirche, zwei Mühlen und wenige Häuser, darunter einigen Rohrschmieden und Hammerwerke am Stadtrand, bleiben verschont. Insgesamt brennen neben den öffentlichen Gebäuden 542 Privathäuser mit 220 Nebengebäuden, 490 Stallungen und 161 Stadel ab. Damit die Gewehr- und Barchentfabrikanten nach dem Brand nicht abwandern, erhalten sie einen staatlichen Bauvorschuss. Am Wiederaufbau der Stadt wirken mehrere bekannte Baumeister mit, unter anderem Gottfried Heinrich Krohne aus Weimar.
- Eine Hungersnot in Frankreich führt zu Aufständen in mehreren Provinzen.

## Geboren

### Erstes Quartal
- 03. Januar: Christoph Nathe, deutscher Miniaturmaler, Aquarellist und Radierer († 1806)
- 06. Januar: Helena Radziwiłłowa, litauische Adelige († 1821)
- 07. Januar: Augusta Louise zu Stolberg-Stolberg, deutsche Adelige und Briefeschreiberin, Goethes Gustchen († 1835)

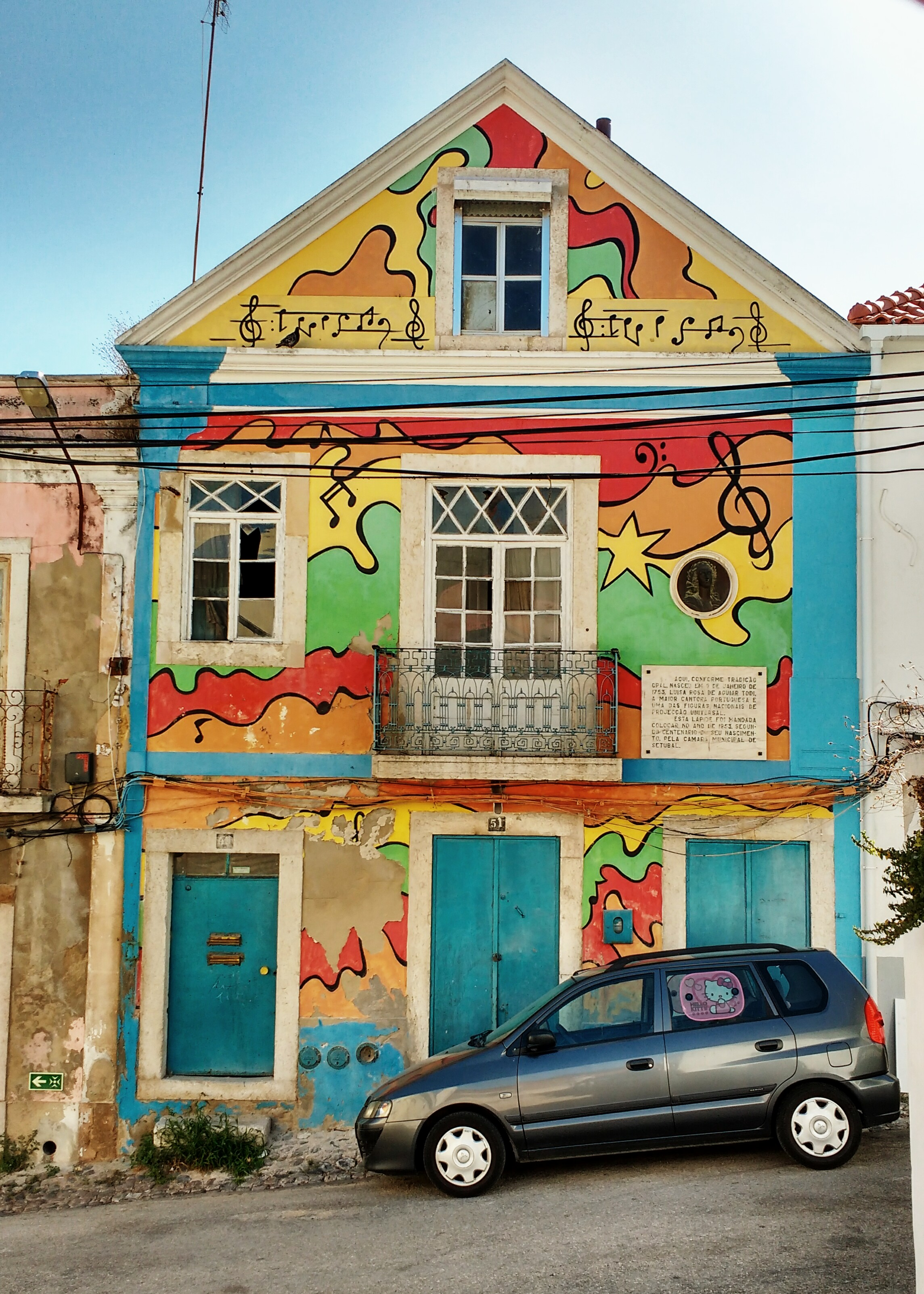
Das Geburtshaus Luísa Todis in Setúbal

- 09. Januar: Luísa Todi, portugiesische Opernsängerin († 1833)
- 11. Januar: Charlotte Buff, deutsche Verwalterstochter, Vorbild für Lotte in Goethes Die Leiden des jungen Werther († 1828)
- 13. Januar: Johann Christian Stark der Ältere, deutscher Mediziner († 1811)
- 26. Januar: Elizabeth Hamilton, Countess of Derby, britische Adelige († 1797)
- 31. Januar: Kaspar Friedrich Lossius, deutscher evangelischer Geistlicher, Pädagoge und Schriftsteller († 1817)
- 000Januar: Charles Stuart, britischer General und Politiker († 1801)
- 02. Februar: Catherine Hübscher, elsässische Wäscherin, Herzogin von Danzig († 1835)
- 03. Februar: Cay Wilhelm von Ahlefeldt, Propst des Damenstifts Kloster Preetz († 1838)
- 03. Februar: Jean-Nicolas Stofflet, Anführer der Aufständischen während des Vendée-Aufstands († 1796)
- 07. Februar: Nicolas Alexandre Salins de Montfort, französischer Architekt († 1839)
- 11. Februar: Jonas Galusha, US-amerikanischer Politiker († 1834)
- 12. Februar: François-Paul Brueys d’Aigalliers, französischer Admiral († 1798)
- 16. Februar: Friedrich Gustav Arvelius, estnisch-deutschbaltischer Schriftsteller und Volksaufklärer († 1806)
- 17. Februar: Heinrich Alken, deutscher Bildhauer und Maler († 1827)
- 24. Februar: Henri-Pierre Danloux, französischer Maler († 1809)
- 24. Februar: Gerhard Philipp Heinrich Norrmann, deutscher Jurist und Hochschullehrer († 1837)
- 01. März: Leopold Heinrich Wilhelm Lentze, deutscher Geistlicher († 1828)
- 08. März: William Roscoe, englischer Jurist, Biologe und Historiker († 1831)
- 09. März: Jean-Baptiste Kléber, französischer General († 1800)
- 12. März: Jean-Denis Lanjuinais, französischer Politiker († 1827)
- 12. März: Justus Christian Loder, deutsch-baltischer Mediziner († 1832)
- 12. März: Franz Volkmar Reinhard, deutscher evangelischer Theologe († 1812)
- 13. März: Louise Marie Adélaïde de Bourbon-Penthièvre, Herzogin von Chartres und Herzogin von Orléans († 1821)
- 13. März: James Gunn, US-amerikanischer Politiker († 1801)
- 26. März: Benjamin Thompson, britischer Militär- und Experimentalphysiker († 1814)
- 31. März: Johann Martin von Abele, deutscher Publizist und Historiker († 1805)

### Zweites Quartal
- 01. April: Joseph de Maistre, savoyischer Staatsmann, Schriftsteller und politischer Philosoph († 1821)
- 03. April: Jean-François Delacroix, französischer Revolutionär († 1794)

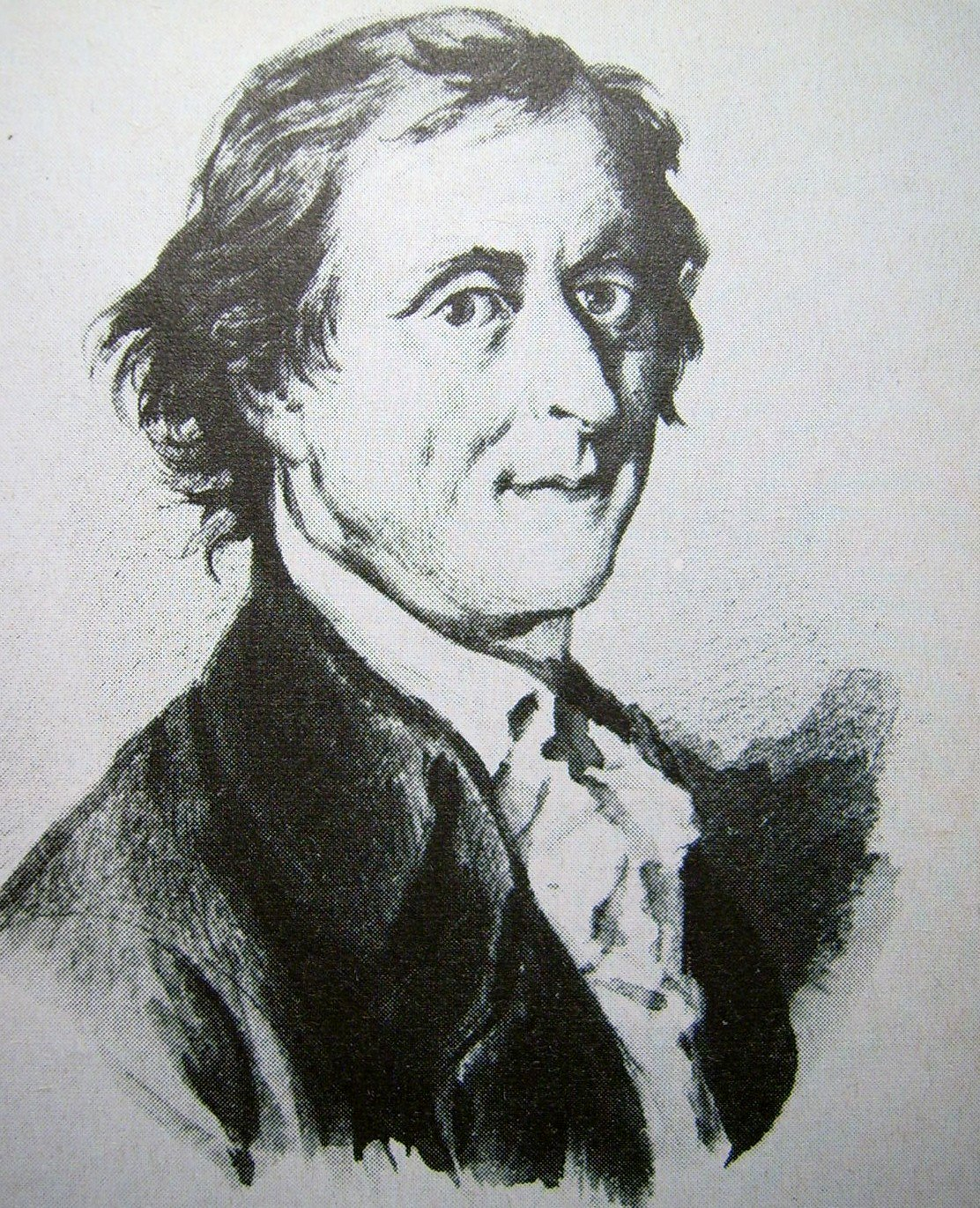
Franz Carl Achard

- 28. April: Franz Carl Achard, deutscher Physiker und Chemiker († 1821)
- 01. Mai: Jacques-Alexis Thuriot de la Rozière, französischer Politiker († 1829)
- 08. Mai: Miguel Hidalgo, mexikanischer Priester und Revolutionär († 1811)
- 13. Mai: Lazare Nicolas Marguerite Carnot, französischer Politiker und Wissenschaftler († 1823)
- 15. Mai: Christian Friedrich Krüger, deutscher Staatsminister († 1840)
- 25. Mai: Johann Michael Feder, katholischer Geistlicher und Hochschullehrer († 1824)
- 26. Mai: Johann Friedrich Anthing, deutscher Silhouetteur († 1805)
- 31. Mai: Pierre Victurnien Vergniaud, Politiker während der Französischen Revolution († 1793)
- 08. Juni: Jean Dagobert d’Aigrefeuille, französischer Jurist, Theologe und Beamter († 1816)
- 08. Juni: Nicolas Dalayrac, französischer Komponist († 1809)
- 09. Juni: Robert Nares, englischer Geistlicher und Philologe († 1829)
- 10. Juni: William Eustis, US-amerikanischer Politiker († 1825)
- 14. Juni: Ludwig I., Landgraf von Hessen-Darmstadt und Großherzog von Hessen und bei Rhein († 1830)
- 17. Juni: George Nugent-Temple-Grenville, 1. Marquess of Buckingham, englischer Adeliger und Politiker († 1813)
- 18. Juni: Samuel John Galton, britischer Waffenproduzent und Bankier († 1832)
- 24. Juni: William Hull, US-amerikanischer Politiker und Offizier († 1825)
- 26. Juni: Antoine de Rivarol, französischer Schriftsteller († 1801)
- 29. Juni: Samuel J. Potter, US-amerikanischer Politiker († 1804)

### Drittes Quartal
- 04. Juli: Jean-Pierre Blanchard, französischer Ballonfahrer († 1809)
- 18. Juli: Maria Anna von Pfalz-Zweibrücken, Pfalzgräfin von Birkenfeld-Gelnhausen und Herzogin in Bayern († 1824)
- 19. Juli: Richard Potts, US-amerikanischer Jurist und Politiker († 1808)
- 25. Juli: Santiago de Liniers, französischer Offizier im Dienst des spanischen Militärs, Vizekönig des Vizekönigreiches des Rio de la Plata († 1810)
- 27. Juli: Ludwig Friedrich August von Cölln, deutscher evangelischer Geistlicher und Autor († 1804)
- 28. Juli: Reginal Pole-Carew, britischer Politiker († 1835)
- 31. Juli: Pankraz Vorster, letzter Fürstabt von Sankt Gallen († 1829)
- 10. August: Thomas Bewick, britischer Grafiker und Holzschneider († 1828)
- 10. August: Edmund Randolph, US-amerikanischer Außenminister († 1813)
- 12. August: Johann Konrad Holzach, Schweizer Theologe und Schulleiter († 1826)
- 17. August: Josef Dobrovský, tschechischer Philologe und Slawist († 1829)
- 19. August: Matwei Iwanowitsch Platow, russischer General († 1818)
- 20. August: Philipp Jacob Piderit, deutscher Mediziner († 1817)
- 23. August: August Maria Raimund zu Arenberg, österreichischer Offizier in französischen Diensten († 1833)
- 23. August: Gutle Rothschild, Ehefrau des Bankiers Mayer Amschel Rothschild († 1849)
- 24. August: Louis-Marie de La Révellière-Lépeaux, französischer Politiker und Mitglied des Direktoriums († 1824)
- 24. August: Alexander Michailowitsch Rimski-Korsakow, russischer General, Generalgouverneur von Litauen († 1840)
- 24. August: Caroline Rudolphi, deutsche Erzieherin, Dichterin und Schriftstellerin († 1811)
- 30. August: Johann Gottlob Friedrich Zenker, preußischer Beamter († 1826)
- 02. September: Maria Josepha von Savoyen, Gräfin von Provence († 1810)
- 11. September: Giovanni Antonio Antolini, italienischer Baumeister, Architekt und Ingenieur († 1841)
- 11. September: Friedrich August Baumbach, deutscher Komponist und Freimaurer († 1813)
- 12. September: Bernhard Vinzenz Adler, böhmischer Mediziner († 1810)
- 16. September: Märta Helena Reenstierna, schwedische Gutsherrin und Autorin von Tagebüchern († 1841)
- 22. September: Friedrich Arnold Wilhelm Adolf Carl Arndts, deutscher Jurist († 1812)
- 23. September: Joseph von Weber, deutscher Naturwissenschaftler und katholischer Geistlicher († 1831)
- 25. September: Georg Wilhelm Sigismund Beigel, deutscher Diplomat, Bibliothekar, Naturforscher und Mathematiker († 1837)
- 29. September: Johann Gottfried Schicht, deutscher Komponist, Gewandhauskapellmeister und Thomaskantor († 1823)

### Viertes Quartal
- 04. Oktober: Anna Heinel, deutsche Tänzerin († 1808)
- 08. Oktober: William Jones, US-amerikanischer Politiker († 1822)
- 08. Oktober: Sophie Albertine von Schweden, Äbtissin des reichsunmittelbaren und freiweltlichen Stifts Quedlinburg († 1829)
- 12. Oktober: Carl Ludolf Bernhard von Arnim, preußischer Regierungspräsident († 1828)
- 15. Oktober: Elizabeth Inchbald, englische Schauspielerin, Schriftstellerin und Dramatikerin († 1821)
- 17. Oktober: Johann Rudolf Dolder, Schweizer Politiker († 1807)
- 18. Oktober: Joseph Bloomfield, US-amerikanischer Politiker († 1823)
- 18. Oktober: Jean-Jacques Régis de Cambacérès, französischer Jurist und Staatsmann († 1824)
- 19. Oktober: Caroline Ulrike Amalie von Sachsen-Coburg-Saalfeld, Dechantin im Kaiserlich freien weltlichen Reichsstift von Gandersheim († 1829)
- 20. Oktober: Gabino Gaínza, erster Präsident von Zentralamerika († 1829)
- 24. Oktober: Marian Dobmayer, deutscher Priester und Theologe († 1805)
- 01. November: Franz Joseph Märter, österreichischer Botaniker und Naturforscher († 1827)
- 04. November: Wilhelm Gottlieb Becker, Aufseher über die Dresdner Antikengalerie, das Münzkabinett und das Grüne Gewölbe († 1813)
- 06. November: Michail Iwanowitsch Koslowski, russischer Bildhauer und Hochschullehrer († 1802)
- 11. November: Félix María Calleja del Rey, spanischer Offizier und Feldherr, Vizekönig von Neuspanien († 1828)
- 15. November: Johann Nicolaus Schrage, deutscher evangelischer Theologe († 1795)
- 16. November: James McHenry, US-amerikanischer Politiker († 1816)
- 17. November: Francesc Antoni de la Dueña y Cisneros, Bischof von Urgell und Co-Fürst von Andorra († 1821)
- 20. November: Louis-Alexandre Berthier, Marschall von Frankreich († 1815)
- 24. November: Christian Gotthold Eschenbach, deutscher Mediziner, Chemiker und Hochschullehrer († 1831)
- 27. November: Henry Tazewell, US-amerikanischer Politiker († 1799)
- 03. Dezember: Samuel Crompton, britischer Erfinder († 1827)
- 03. Dezember: Franz Xaver von Leibes, deutscher katholischer Geistlicher und Hochschullehrer († 1828)
- 05. Dezember: Johann Gottlieb Drasdo, deutscher lutherischer Theologe († 1819)
- 07. Dezember: Ignaz Ambros von Amman, deutscher Kartograf und Landesgeometer († 1840)
- 07. Dezember: Samuel Gottlieb Bürde, deutscher Dichter († 1831)
- 10. Dezember: Melchior Ludolf Herold, deutscher Kirchenliedkomponist und Priester († 1810)
- 10. Dezember: Louis-Philippe de Ségur, Graf von Segur d’Aguesseau, französischer Diplomat († 1830)
- 11. Dezember: Jean-Isaac-Samuel Cellérier, Schweizer evangelischer Geistlicher († 1844)
- 15. Dezember: Giuseppe Avanzini, italienischer römisch-katholischer Geistlicher, Mathematiker und Physiker († 1827)
- 19. Dezember: John Taylor Gilman, US-amerikanischer Politiker († 1828)
- 21. Dezember: Maximilian Thomas von Aicher, bayerischer Offizier († 1831)
- 23. Dezember: Franz Boos, deutscher Gärtner († 1832)
- 28. Dezember: Johann Friedrich Hahn, deutscher Lyriker († 1779)
- 28. Dezember: Johan Wikmansson, schwedischer Komponist († 1800)
- Dezember: Johann Christian Adami der Jüngere, deutscher Theologe

### Genaues Geburtsdatum unbekannt
- Marie Thérèse Péroux d’Abany, französische Schriftstellerin († 1821)
- Ahmad al-Ahsā'ī, Gründer des Shaykhismus († 1826)
- Johann Georg Bäßler, deutscher reformierter Kirchenmusiker und Komponist († 1807)
- Wilhelm Ludwig Bauer, deutscher Jurist († 1812)
- Anna Christine Henke, deutsche Schauspielerin († 1827)
- Joseph Martin Kleber, deutscher Jurist († 1816)
- Karoline Krüger, deutsche Schauspielerin († 1831)
- Nathaniel Mitchell, US-amerikanischer Politiker († 1814)
- John Norton, britischer Seemann auf der Bounty († 1789)
- Juan de Sámano, spanischer Offizier und Kolonialverwalter, Vizekönig von Neugranada († 1821)
- Friedrich Josef Anton von Schreckenstein, Freiherr und Heimatforscher in Immendingen († 1808)
- Marianne vom und zum Stein, Äbtissin des Stifts Wallenstein († 1831)
- Hilary Szpilowski, polnischer Architekt († 1827)
- Eleonore Sophie Auguste Thon, deutsche Schriftstellerin († 1807)
- Kitagawa Utamaro, japanischer Farbholzschnittkünstler († 1806)
- Thomas Wignell, US-amerikanischer Schauspieler und Theatermanager († 1803)
- Philipp Yung, deutscher Gelehrter († 1823)

## Gestorben

### Januar bis April
- 02. Januar: Ólafur Gíslason, evangelisch-lutherischer Bischof von Skálholt im Süden von Island (* 1691)

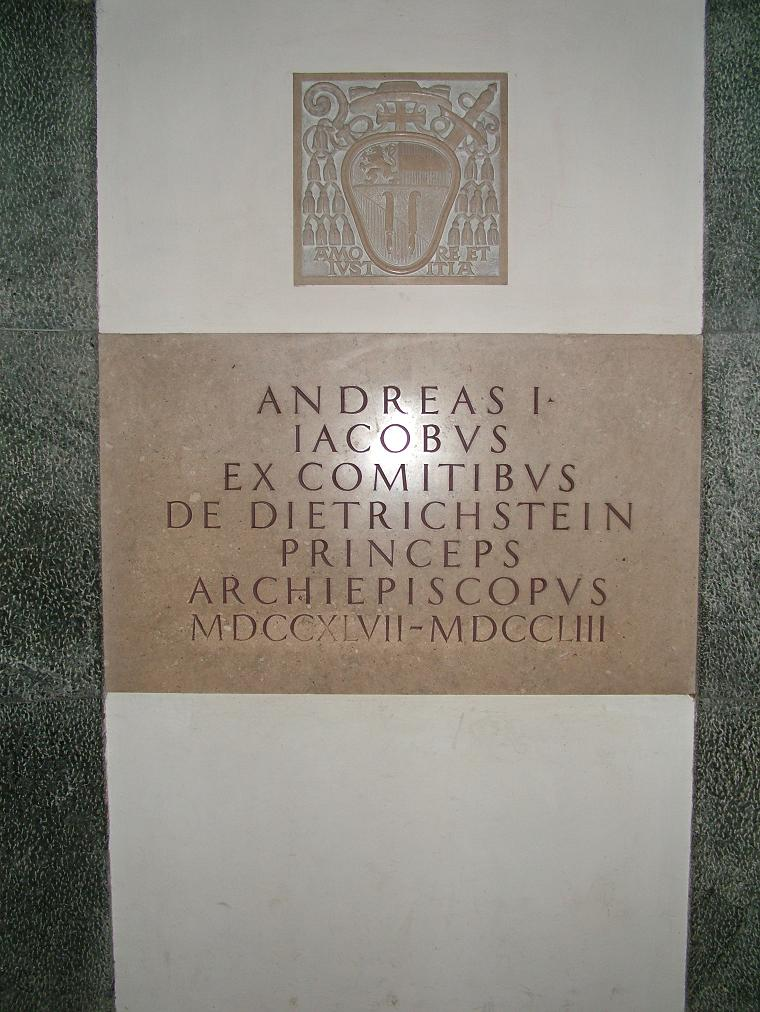
Grabstätte von Erzbischof Dietrichstein

- 05. Januar: Andreas Jakob von Dietrichstein, Fürsterzbischof von Salzburg (* 1689)
- 07. Januar: Friedrich Girtanner, Bürgermeister von St. Gallen und Tagsatzungsgesandter (* 1664)
- 13. Januar: Jakob Hendrik Croeser, niederländischer Mediziner (* 1691)
- 14. Januar: George Berkeley, irischer Theologe und Philosoph (* 1685)
- 19. Januar: André Joseph Panckoucke, französischer Schriftsteller und Buchhändler (* 1703)
- 20. Januar: Anna Maria Antonie, Fürstin von Liechtenstein (* 1699)
- 20. Januar: Henriette Christine von Braunschweig-Wolfenbüttel, Äbtissin des Kaiserlich freien weltlichen Reichsstifts Gandersheim (* 1669)
- 20. Januar: Johann Heinrich Schramm, deutscher reformierter Theologe (* 1676)
- 23. Januar: Louise Bénédicte de Bourbon, französische Aristokratin, Schriftstellerin und Verschwörerin (* 1676)
- 28. Januar: Nathaniel Rice, britischer Kolonialgouverneur von North Carolina (* um 1684 oder um 1694)
- 03. Februar: Charles Hector de Saint George Marquis de Marsay, französischer Offizier, Uhrmacher, Quietist sowie radikal pietistischer Seelenführer, Übersetzer und Schriftsteller (* 1688)
- 04. Februar: Anna Emerentia von Reventlow, deutsche Gräfin, Wohltäterin und Priorin des Klosters Uetersen (* 1680)
- 09. Februar: Carl Hårleman, schwedischer Architekt und Politiker (* 1700)
- 16. Februar: Giacomo Facco, venezianischer Violinist, Kapellmeister und Komponist (* 1676)
- 22. Februar: Eleonore Maria Anna von Löwenstein-Wertheim, Landgräfin von Hessen-Rotenburg (* 1686)
- 23. Februar: Willem Frans Cox, niederländischer Priester im deutschen Orden (* 1691)
- vor dem 19. März: Johann Georg Stengg, steirischer Architekt und Baumeister (* 1689)
- 21. März: Franz Ernst Brückmann, deutscher Mediziner und Naturforscher (* 1697)
- 11. April: Lorenz Strahlborn, Lübecker Stück- und Glockengießer
- 27. April: Marcus Tidemann, Lübecker Kaufmann und Ratsherr (* 1675)

### Mai bis August
- 01. Mai: Johann Gottfried von Hahn, Arzt und Medizinalrat in Breslau, königlich preußischer Hofrat und Gutsbesitzer auf Leonhardwitz im Landkreis Neumarkt (* 1694)
- 19. Mai: Jacques Aubert, französischer Violinist und Komponist (* 1689)
- 27. Mai: Anton Heinrich Walbaum, deutscher Pietist und Hofrat des Herzogs von Sachsen-Saalfeld (* 1696)
- 28. Mai: Sóror Maria do Céu, portugiesische Nonne, Lyrikerin und Dramatikerin (* 1658)
- 03. Juni: Johann Philipp Anton von und zu Frankenstein, Fürstbischof von Bamberg (* 1695)
- 13. Juni: Marie Huber, Schweizer Übersetzerin, Herausgeberin und Verfasserin theologischer Werke (* 1695)
- 16. Juni: John von Collas, deutsch-französischer Wissenschaftler, Baumeister und Gutsbesitzer in Ostpreußen (* 1678)
- 30. Juni: Conrad Iken, deutscher evangelischer Geistlicher (* 1689)
- 12. Juli: Adam Friedrich von Glafey, deutscher Archivar, Philosoph und Rechtshistoriker (* 1692)
- 13. Juli: Sten Carl Bielke, Mitbegründer der Schwedischen Akademie der Wissenschaften (* 1709)
- 18. Juli: Johann Dietrich Busch, deutscher Orgelbauer (* 1700)
- 03. August: Maria Gertraude Schmidt, deutsche Magd und Kindsmörderin (* 1723/24)
- 04. August: Gottfried Silbermann, deutscher Orgelbauer (* 1683)
- 05. August: Johann Gottfried Auerbach, deutscher Maler (* 1697)

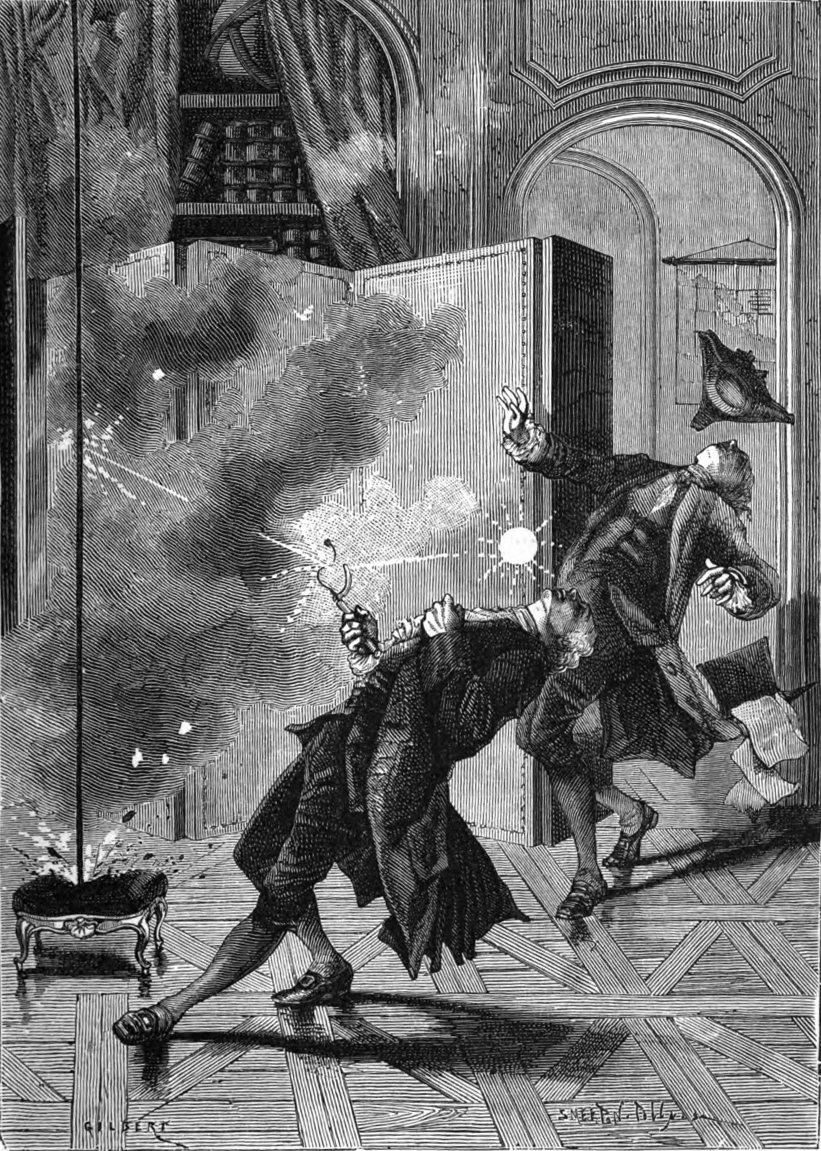
Tod Richmanns im Beisein seines Assistenten (der den Vorfall überlebt), als seine Apparatur während eines ihrer gewitterelektrischen Versuche in Sankt Petersburg vom Blitz getroffen wird. Der Vorfall erregt in Europa großes Aufsehen und bestärkt die Gegner der Blitzableiter in ihrer Überzeugung von der Gefährlichkeit der neuen Technik. Das Bild zeigt eine dramatisierte Darstellung dieses Vorfalls aus dem 19. Jahrhundert.

- 06. August: Georg Wilhelm Richmann, deutschbaltischer Physiker (* 1711)
- 07. August: Markus Gattinger, bayerischer Kunstschmied (* 1713)

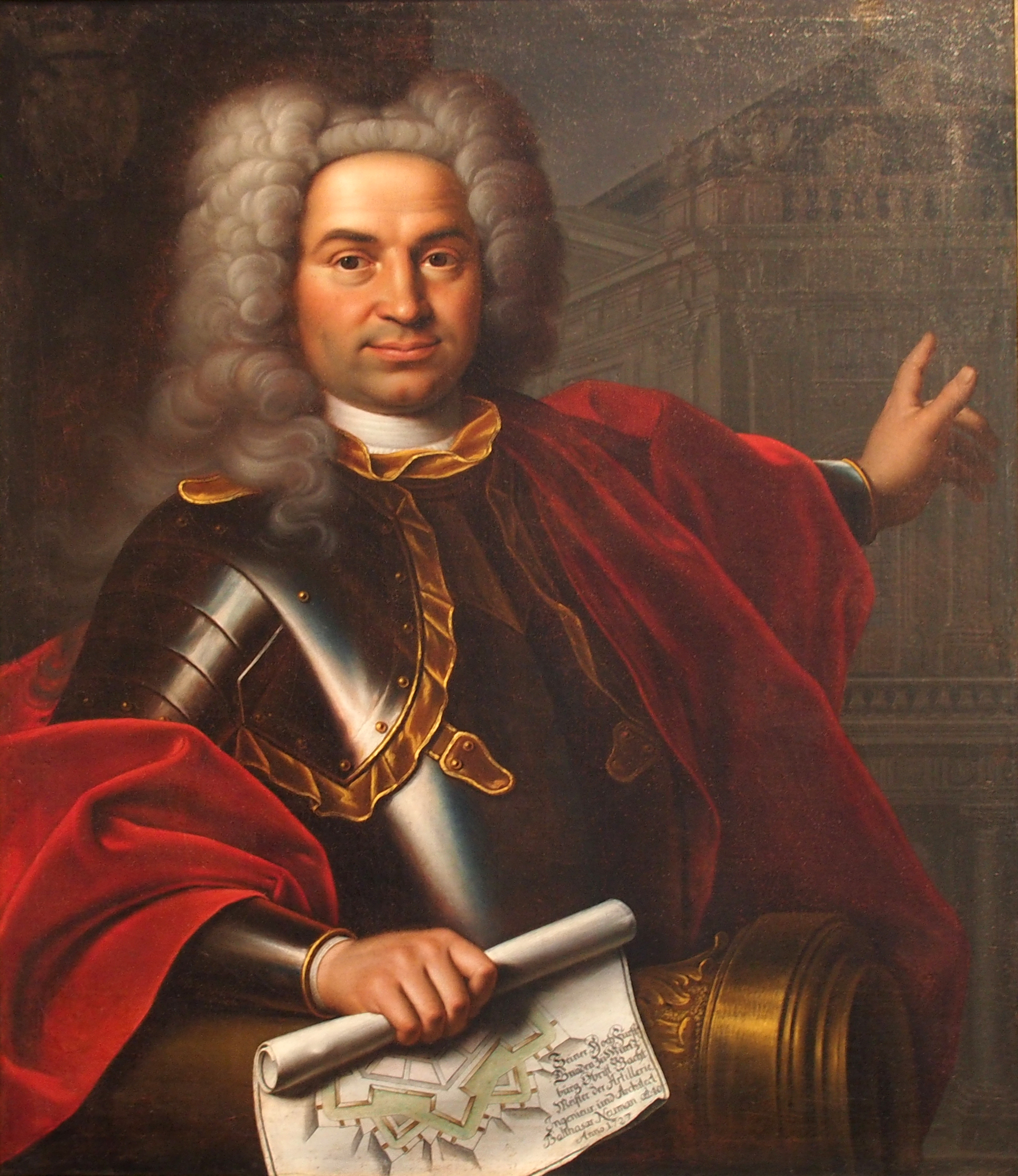
Johann Balthasar Neumann, 1727

- 19. August: Balthasar Neumann, deutscher Architekt und Baumeister (* 1687)
- 28. August: Francesco Paolo Supriano, neapolitanischer Cellist und Komponist (* 1678)
- August: William Stephens, britischer Kolonialgouverneur der Province of Georgia (* 1671)

### September bis Dezember
- 04. September: Philipp Millauer, deutscher Baumeister (* 1710)
- 05. September: Joachim Oporin, deutscher evangelischer Theologe (* 1695)
- 07. September: Johann Ludwig Kübel, Bürgermeister von Heilbronn (* 1684)
- 09. September: Bertrand François Mahé de La Bourdonnais, französischer Admiral (* 1699)
- 11. September: Johann Joseph Wratislaw von Mitrowitz, Bischof von Königgrätz (* 1694)
- 16. September: Georg Wenzeslaus von Knobelsdorff, deutscher Soldat, Landschaftsgestalter, Innendekorateur, Theaterintendant, Maler und Architekt in Preußen (* 1699)
- 24. September: Georg Gebel der Jüngere, deutscher Komponist (* 1709)
- 30. September: Ferdinand Delamonce, französischer Architekt, Maler und Zeichner (* 1678)
- 07. Oktober: Herman Kaau-Boerhaave, niederländischer Mediziner (* 1705)
- 12. Oktober: Friedrich Detlov Gustav von Averdieck, preußischer Beamter (* um 1725)
- 12. Oktober: Danvers Osborn, 3. Baronet, britischer Adeliger (* 1715)
- 19. Oktober: Erasmus Bielfeldt, deutscher Orgelbauer (* 1682)
- 19. Oktober: Christian Rudolf Schmidt, nassauischer Schreiner (* 1708)
- 20. Oktober: Georg Dietloff von Arnim-Boitzenburg, preußischer Staatsmann und leitender Minister (* 1679)
- 04. November: Johann Nikolaus Bach, deutscher Komponist und Organist (* 1669)
- 09. November: Karl August, Fürst von Nassau-Weilburg (* 1685)
- 19. November: Christian Friedrich Börner, deutscher lutherischer Theologe (* 1683)
- 24. November: Johann Georg Weber, deutscher lutherischer Theologe (* 1687)
- 03. Dezember: Richard Boyle, 3. Earl of Burlington, britischer Adeliger, Architekt und Gartendesigner (* 1694)
- 23. Dezember: Josef Amonte, österreichischer Maler (* um 1703)
- 25. Dezember: Augustin Buddeus, deutscher Mediziner (* 1695)

### Genaues Todesdatum unbekannt
- Hagop Bedros II. Hovsepian, Patriarch von Kilikien der Armenisch-katholischen Kirche (* um 1689)
- Hölster Heinke, niederländischer Straßenräuber
- Pierre Joseph du Plat, kurfürstlich hannoverscher Offizier und Kartograf (* 1691)
- Giuseppe Sardi, römischer Architekt (* um 1680)